# Pieza única
Pieza única es un concepto/práctica que se caracteriza por garantizar la legitimidad de una pieza por su sola existencia. Este tipo de pieza es muy valorada en diversos ámbitos y disciplinas. Muchas veces su valor trasciende a las características de la pieza misma y está relacionado con su significado simbólico en otro contexto, sin embargo la pieza única posee un importante valor en sí. Es usado en paleontología, coleccionismo y arte, principalmente. Aunque en ciencias como la matemática, o física bien puede ser igualmente utilizado. Existen piezas únicas cuyo estatus puede cambiar con el tiempo y otras en las que no existe tal posibilidad. 
Existen dos tipos de piezas únicas. En el primer grupo podemos encontrar todo tipo de casos de descubrimientos o que involucren procesos reversibles. En el segundo, encontramos a los que involucran procesos irreversibles. Vale aclarar que el valor de la pieza puede variar considerablemente por factores externos al estatus de la pieza misma, pertenezca ésta al primer o segundo tipo.
El concepto de pieza única siempre fue valorado. Sin embargo, con la emergencia de las nuevas tecnologías, su valor de legitimidad intrínseco lo posiciona como un concepto referente del discurso contemporáneo.
- Datos: Q6075659